# Фодитані білогорлий
Фодитані білогорлий (Oxylabes madagascariensis) — вид горобцеподібних птахів родини Bernieridae. Вид раніше відносили до родини тимелієвих (Timaliidae).

## Поширення
Ендемік Мадагаскару. Трапляється на сході країни від національного парку Монтань-д'Амбр до національного парку Андохахела. Його природним середовищем проживання є субтропічні або тропічні вологі гірські ліси.